# 리드 엘제비어

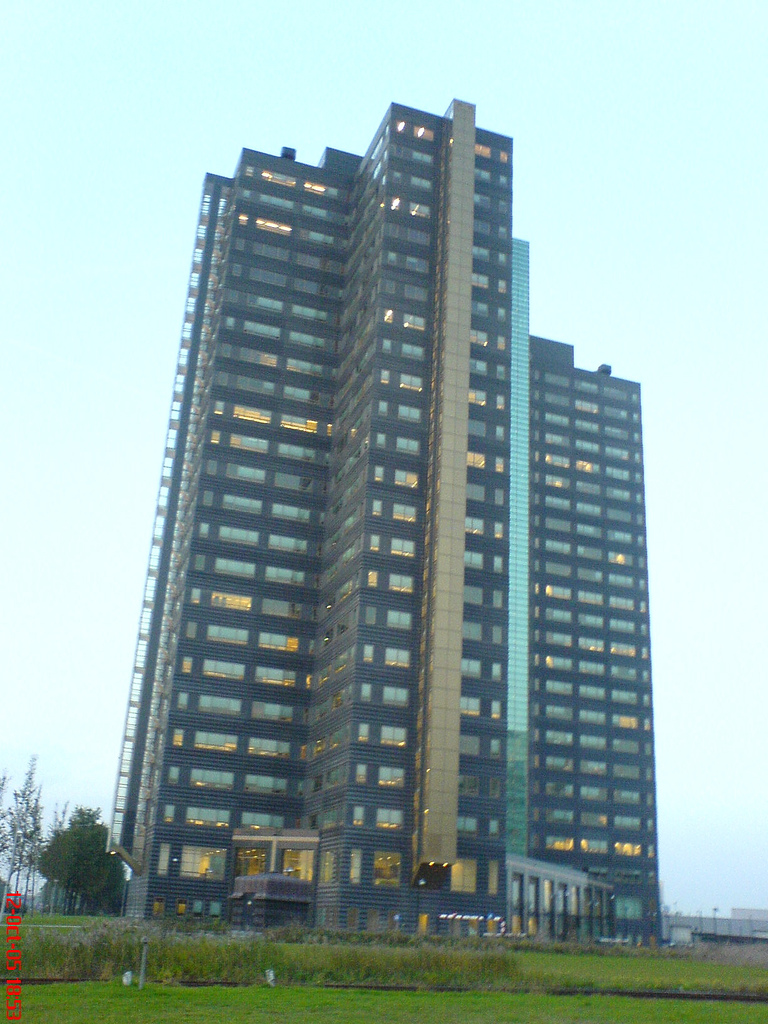

RELX 그룹(RELX plc(발음: "렐엑스")는 영국 런던에 본사를 둔 다국적 정보 및 분석 기업입니다. 엘스비어, 렉시스넥시스, 리드엑시비션등의 자회사는 과학, 기술, 의학(STM) 정보 및 분석, 법률 정보 및 분석, 의사결정 도구 제공, 그리고 전시회 조직 등의 사업을 운영하고 있습니다. RELX는 전 세계 40개국에서 활동하고 있으며, 180개국 이상의 고객에게 서비스를 제공합니다.
RELX는 원래 1993년 영국의 트레이드 도서 및 잡지 출판사인 리드 인터내셔널(Reed International)과 네덜란드의 과학 출판사인 엘스비어(Elsevier)가 합병하면서 "리드 엘스비어(Reed Elsevier)"라는 이름으로 출범했습니다. 이후 사명을 RELX로 변경하였습니다.
이 회사는 런던 증권거래소, 암스테르담 증권거래소, 뉴욕 증권거래소에 상장되어 있으며, 각 거래소의 티커 심볼은 다음과 같습니다: 런던: REL, 암스테르담: REN, 뉴욕: RELX. 또한 FTSE 100 지수, AEX 지수, 파이낸셜 타임즈 글로벌 500, 유로넥스트 100 지수의 구성 종목 중 하나입니다.